# A Posteriori (Album)
A Posteriori ist das sechste Studioalbum des deutschen Musikprojekts Enigma. Es wurde am 21. September 2006 veröffentlicht. Im Dezember 2006 wurde es bei den Grammy Awards 2007 als bestes New-Age-Album nominiert. Bisher wurden mehr als 20.000 Tonträger verkauft.

## Titelliste
| Nr.          | Titel                     | Länge |
| ------------ | ------------------------- | ----- |
| 1.           | Eppur Si Muove            | 3:41  |
| 2.           | Feel Me Heaven            | 4:50  |
| 3.           | Dreaming Of Andromeda     | 4:26  |
| 4.           | Dancing With Mephisto     | 4:25  |
| 5.           | Northern Lights           | 3:39  |
| 6.           | Invisible Love            | 4:55  |
| 7.           | Message From Io           | 3:09  |
| 8.           | Hello And Welcome         | 5:08  |
| 9.           | 20.000 Miles Over The Sea | 4:23  |
| 10.          | Sitting On The Moon       | 4:21  |
| 11.          | The Alchemist             | 4:41  |
| 12.          | Goodbye Milky Way         | 5:58  |
| Gesamtlänge: | Gesamtlänge:              | 53:36 |

A Posteriori Private Lounge Remix
Im A Posteriori Private Lounge Remix findet man von allen Titeln einen Remix. Die Gesamtlaufzeit für diese Version beträgt 1:14:30 min. Dieser wurde am 18. März 2007 in Deutschland und am 26. März im Rest von Europa veröffentlicht.

## Rezeption

### Rezension
Die Redaktion von AllMusic bewertete A Posteriori mit 3,5 von 5 Sternen. Die Benutzer gaben dem Album 4 von 5 Sterne.

### Charts und Chartplatzierungen
| ChartsChartplatzierungen       | Höchstplatzierung | Wochen |
| ------------------------------ | ----------------- | ------ |
| Deutschland (GfK)              | 16 (7 Wo.)        | 7      |
| Österreich (Ö3)                | 17 (6 Wo.)        | 6      |
| Schweiz (IFPI)                 | 24 (7 Wo.)        | 7      |
| Vereinigte Staaten (Billboard) | 95 (3 Wo.)        | 3      |

### Auszeichnungen für Musikverkäufe
| Land/Region     | Auszeichnungen für Musikverkäufe (Land/Region, Auszeichnung, Verkäufe) | Verkäufe |
| --------------- | ---------------------------------------------------------------------- | -------- |
| Russland (NFPF) | Platin                                                                 | 20.000   |
| Insgesamt       | 1× Platin ·                                                            | 20.000   |